# VV 283
Галактика VV 283 (другие обозначения — CGCG 043-099, MCG+01-33-036) — это двойная спиральная галактика, обнаруженная с помощью телескопа Hubble в 2008 году. Она находится в созвездии Дева на расстоянии около 500 миллионов световых лет от Земли. Изначально галактика рассматривалась как одиночная, но позже было выяснено, что галактика двойная, то есть состоит из двух галактик, вращающихся вокруг единого центра тяжести, наподобие двойной звезды.
Обе галактики излучают инфракрасном диапазоне энергии в 1012 больше, чем наше Солнце. Такое мощное излучение характерно для подобных взаимодействующих объектов.

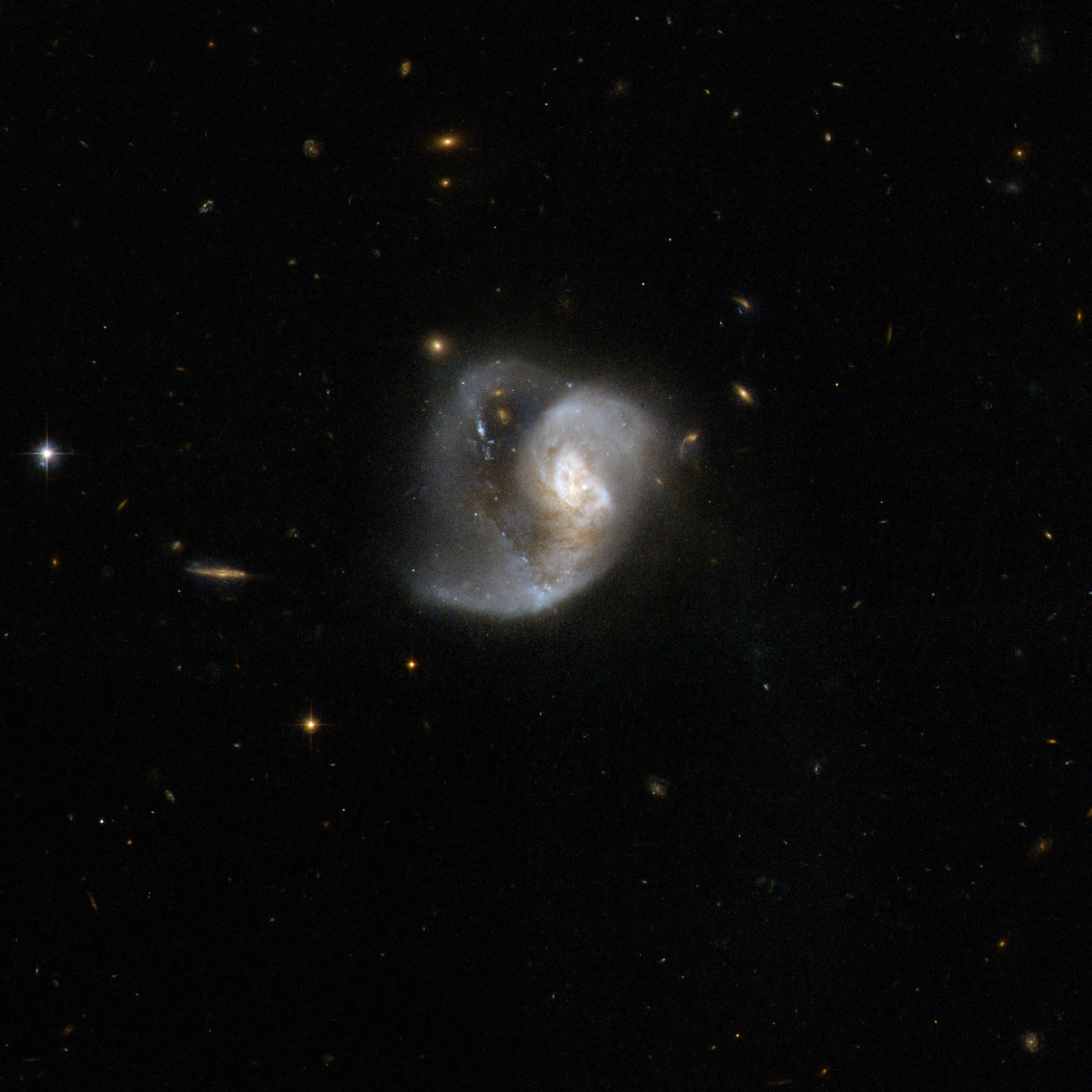

Изображение галактики вошло в коллекцию из 59 фотографий взаимодействующих галактик выпущенных по случаю 18-летия запуска космического телескопа Хаббл 24 апреля 2008 года.
VV 283 в созвездии Дева